# Michel Pharaon
Michel Pharaon (arabisch ميشال فرعون, DMG Mīšāl Firʿaun; * 1959 in Beirut) ist ein Politiker aus dem Libanon. Er ist seit dem 19. Juli 2005 Staatsminister für parlamentarische Angelegenheiten in der libanesischen Regierung vom Juli 2005 unter Ministerpräsident Fouad Siniora.

## Leben
Michel Pharaon ist Mitglied der libanesischen Nationalversammlung und gehört ihr als Abgeordneter für die Zukunftsbewegung an.
Er hat 1980 einen Abschluss in Wirtschaftswissenschaften an der Université Saint-Joseph gemacht, bevor er 1981 einen MBA der Sorbonne erwarb. Er ist Aufsichtsratsvorsitzender in mehreren Unternehmen, darunter die Versicherungsfirma Mednet und das Magazin Commerce du Levant. Er ist stellvertretender Präsident der Firma Ruphayil Pharaon and Sons und der Pharaon Holding. Er ist das Oberhaupt der wohlhabenden und einflussreichen griechisch-katholischen Familie Pharaon.
Am 21. November 2006 wurde auf ihn in seinem Büro ein Attentat verübt, welches fehlschlug.